# Dan Lissvik
Dan Anders Lissvik (D. Lissvik, Atelje,) född 9 januari 1978, är en svensk musiker och konstnär. 
2000 grundade Dan Lissvik Studio som senare blev den P3-guld belönade duon tillsammans med Rasmus Hägg. Han släppte i november 2008 sitt första soloalbum betitlat 7 Trx+Intermission och i juni 2009 släpptes en skiva med hans senaste projekt, bandet The Crêpes som består av honom och Fredrik Lindson från The Embassy.
2001 grundade Dan Lissvik och Ola Borgström skivbolaget Service för att kunna släppa Dan Lissviks musik och Dan hoppade även in och gjorde även artwork till flera av artisterna på bolaget och han har även remixat bl.a. Fever Ray och Architecture In Helsinki. Han har också producerat låtar för The Embassy och Lake Heartbeat.
Förutom solomaterial under eget namn – D.Lissvik för albumet 7 Trx Intermission och Dan Lissvik för albumet Midnight samt EP:n Shuvit – släpper han också musik under sitt alias Atelje.

## Album
Med Studio
- 2006 – West Coast
- 2007 – Yearbook 1
- 2007 – West Coast (återutgivning)
- 2008 – Yearbook 2

Med The Crêpes
- 2009 – What Else?

Solo
- 2008 – 7 Trx+Intermission
- 2014 – Meditation (som Atelje)
- 2015 – Shuvit! (EP)
- 2016 – Midnight
- 2018 – Archive (Compilation av 100 outgivna spår)